# My Heart Goes Boom
My Heart Goes Boom – singiel norweskiego zespołu muzycznego Charmed napisany przez Mortena Henriksena i Torę Madsena i wydany w 2000 roku na debiutanckiej płycie formacji zatytułowanej Charmed.
W 2000 roku utwór reprezentował Norwegię w 45. Konkursie Piosenki Eurowizji dzięki wygraniu w marcu finału krajowych eliminacji eurowizyjnych Melodi Grand Prix po zajęciu pierwszego miejsca w głosowaniu jurorów i telewidzów. 13 maja zespół zaprezentował numer w finale widowiska i zajął w nim 11. miejsce z 57 punktami na koncie.

## Lista utworów
CD single
1. „My Heart Goes Boom” (Radio Version) – 3:00
2. „My Heart Goes Boom” (Karaoke Version) – 3:00
3. „I Write You A Lovesong” – 3:48

## Notowania na listach przebojów
| Kraj     | Lista (2000)   | Najwyższe miejsce |
| -------- | -------------- | ----------------- |
| Norwegia | Singles Top 40 | 3                 |